# Summit (superkomputer)

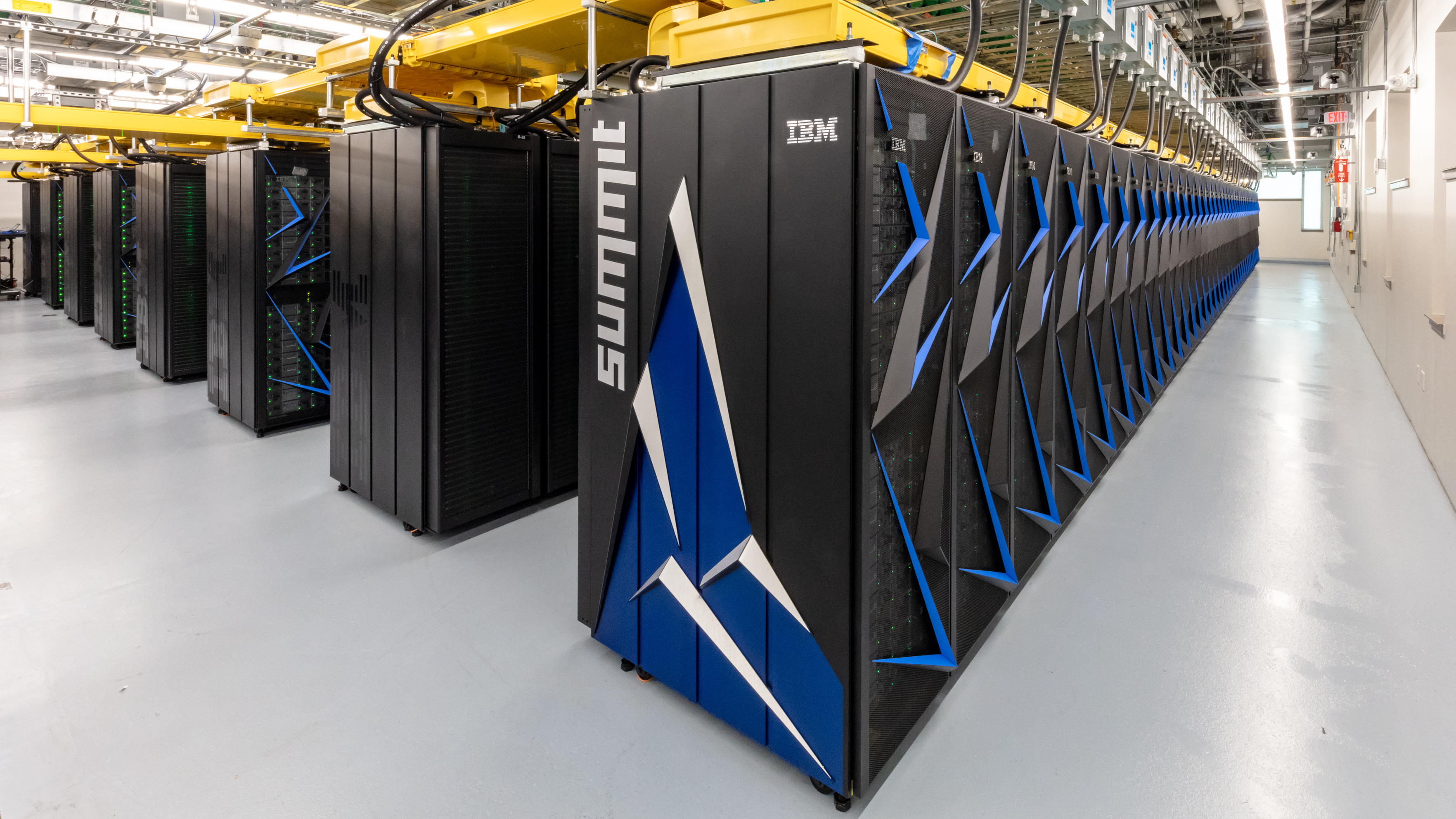
Superkomputer Summit

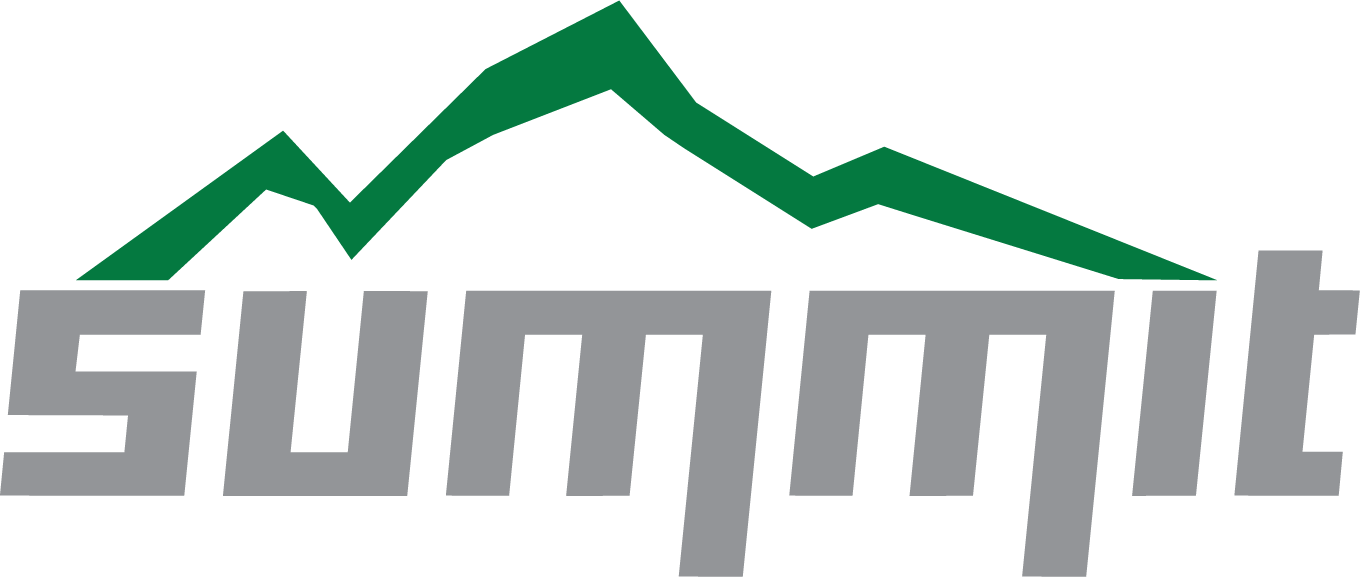
Logo projektu

Summit (lub OLCF-4) – superkomputer opracowany przez IBM do użytku w Oak Ridge National Laboratory (ORNL) w Stanach Zjednoczonych, o teoretycznej mocy obliczeniowej ok. 200 PFLOPS (petaflopów). Jego moc obliczeniowa zmierzona testem LINPACK to 148,6 PFLOPS, dzięki czemu był (od czerwca 2018 do czerwca 2020) najszybszym superkomputerem na świecie według rankingu TOP500. Według rankingu Green500 (z czerwca 2019) superkomputer Summit był również trzecim pod względem energooszczędności superkomputerem na świecie ze zmierzoną wydajnością 14,719 GFlops / wat.

## Budowa
Superkomputer składa się z 4608 węzłów, z których każdy zawiera dwa 22-rdzeniowe procesory IBM POWER9 22C 3,07 GHz i sześć jednostek graficznych NVIDIA Tesla V100, połączonych za pomocą podwójnej szyny Mellanox EDR 100 Gb / s InfiniBand. Ponadto każdy węzeł jest wyposażony w 512 GB pamięci RAM (DDR4), 96 GB pamięci HBM2, oraz 1,6 TB pamięci nieulotnej (NVM). W sumie Summit posiada 9216 procesorów IBM POWER9 i 23 040 procesorów graficznych Nvidia Tesla V100 (2 397 824 rdzeni CPU+GPU) oraz 2,3 petabajtów pamięci RAM. Superkomputer pracuje pod kontrolą systemu Red Hat Enterprise Linux (RHEL), wersja 7.4. Jednym z pakietów oprogramowania, które planuje się wykorzystać jest QMCPACK, implementujący kwantowe metody Monte Carlo.

## Zastosowania
Do zastosowań superkomputera Summit należą m.in.:
- astrofizyka – modelowanie procesów zachodzących podczas wybuchu gwiazd supernowych (w tym powstawanie nowych pierwiastków),
- badania nad nowotworami – prace nad narzędziami zdolnymi do automatycznej klasyfikacji i analizy istniejących danych dotyczących zdrowia w celu odkrycia wcześniej niezaobserwowanych związków między czynnikami chorobowymi, takimi jak geny, markery biologiczne czy środowisko zewnętrzne. Zespół laboratorium przewiduje, że w połączeniu z innymi danymi (w tym nieustrukturyzowanymi, takimi jak raporty tekstowe i obrazy medyczne), algorytmy uczenia maszynowego pomogą zbudować wszechstronny obraz populacji nowotworowej (w USA) na poziomie szczegółowości uzyskiwanym zwykle tylko dla pacjentów z badań klinicznych,
- biologia systemowa – zastosowanie technik uczenia maszynowego i sztucznej inteligencji do analizy zbiorów danych genetycznych i biomedycznych w celu lepszego zrozumienia zjawisk związanych z ludzkim zdrowiem (takich jak wyniki badań, przebiegi chorób itp.). Według zespołu ORNL, techniki sztucznej inteligencji mogą pomóc zidentyfikować wzorce w funkcjonowaniu, współpracy i ewolucji białek ludzkich oraz całych systemów komórkowych. Wzorce te mogą łącznie odzwierciedlać mechanizmy rozwoju fenotypów klinicznych i obserwowalnych cech chorób (m.in. choroby Alzheimera, chorób serca lub uzależnień) oraz przyczynić się do procesu lepszego dopasowania oraz odkrywania nowych leków. W marcu 2020 r. użyto go w walce z wirusem SARS-CoV-2[9].
- inżynieria materiałowa – prace nad materiałami nowej generacji, w tym związków do magazynowania, przekształcania i produkcji energii. Dzięki dużej mocy obliczeniowej stanie się możliwe modelowanie zjawisk na poziomie subatomowym.